# Saint-Laurent-du-Mottay
Pour les articles homonymes, voir Saint-Laurent.
Saint-Laurent-du-Mottay est une ancienne commune française située dans le département de Maine-et-Loire, en région Pays de la Loire, devenue le 15 décembre 2015 une commune déléguée de la commune nouvelle de Mauges-sur-Loire.

## Géographie
Localité angevine des Mauges, Saint-Laurent-du-Mottay se situe au sud-ouest du Mesnil-en-Vallée, sur les routes départementales 250, qui la relie à Beausse, et 222, qui la relie à Botz-en-Mauges.
La partie nord de son territoire est délimitée par le cours de la Loire, qui sépare la commune du département de la Loire-Atlantique.

## Histoire
La paroisse de Saint-Laurent-du-Mottay dépendait du territoire de l'abbaye de Saint-Florent-le-Vieil et était en outre, le siège de la prévôté de l'abbaye. Chargé de l'administration des fiefs appartenant aux moines de Saint-Florent, le prévôt était le seigneur de la paroisse et tenait des assises régulières dans son hôtel prévôtal, devenu de nos jours la mairie.
Le général de Gaulle est citoyen d'honneur de Saint-Laurent-du-Mottay, privilège que la commune partage avec Paris et Strasbourg.
Le 15 décembre 2015, la commune nouvelle de Mauges-sur-Loire naît de la fusion des onze communes de la communauté de communes, dont la création a été officialisée par arrêté préfectoral du 5 octobre 2015. Saint-Laurent-du-Mottay en devient une commune déléguée.

## Politique et administration

### Administration municipale

#### Administration actuelle
Depuis le 15 décembre 2015 Saint-Laurent-du-Mottay constitue une commune déléguée au sein de la commune nouvelle de Mauges-sur-Loire et dispose d'un maire délégué.
| Période                                  | Période  | Identité        | Étiquette | Qualité |
| ---------------------------------------- | -------- | --------------- | --------- | ------- |
| décembre 2015                            | mai 2020 | Danielle Pineau |           |         |
| mai 2020                                 | en cours | Yannick Benoist |           |         |
| Les données manquantes sont à compléter. |          |                 |           |         |

#### Administration ancienne

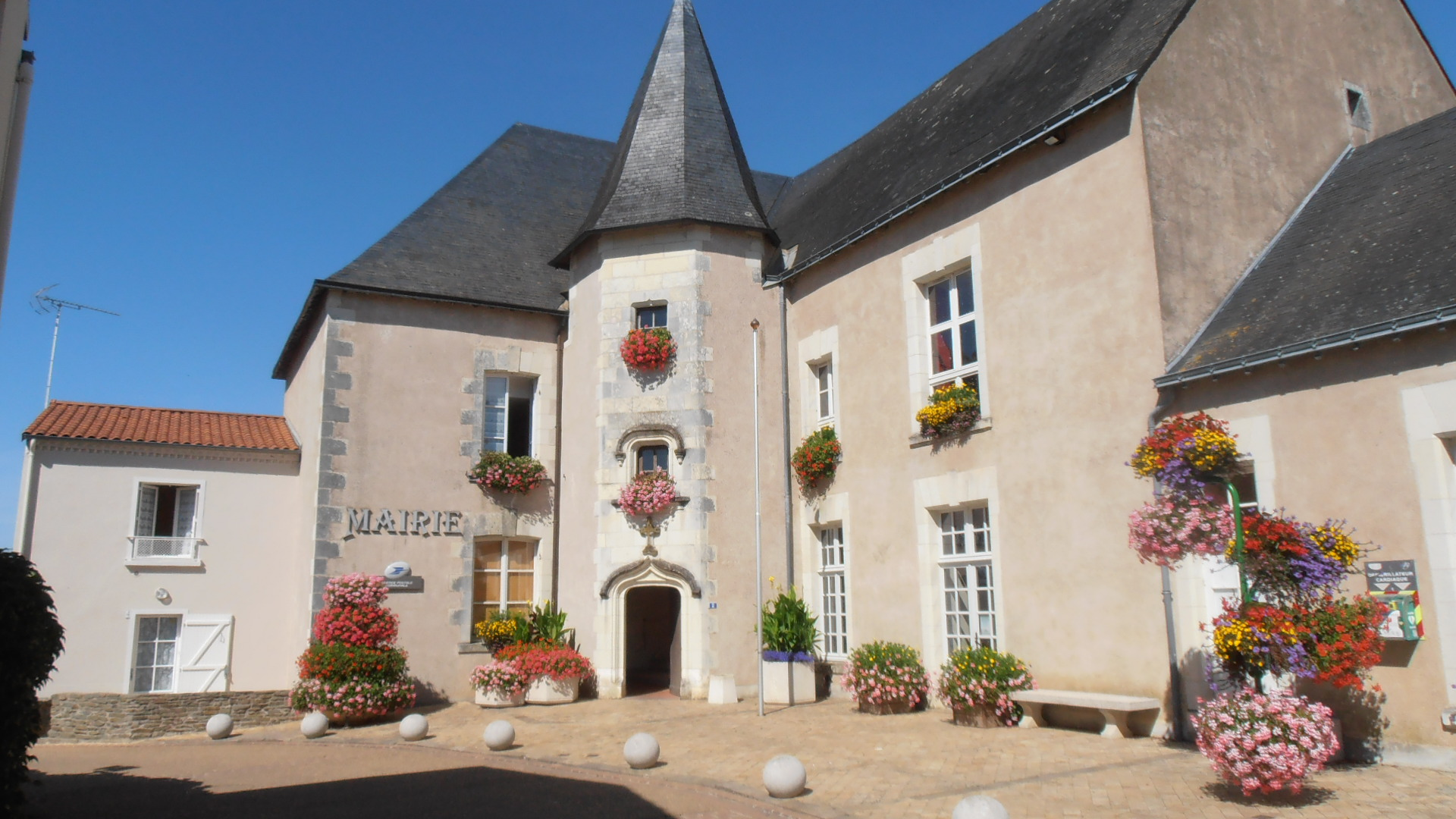
La mairie.

| Période                                  | Période       | Identité         | Étiquette | Qualité |
| ---------------------------------------- | ------------- | ---------------- | --------- | ------- |
| mars 2001                                | décembre 2015 | Danielle Pineau, |           |         |
| Les données manquantes sont à compléter. |               |                  |           |         |

### Ancienne situation administrative
La commune est membre en 2015 de la communauté de communes du canton de Saint-Florent-le-Vieil, elle-même membre du syndicat mixte Pays des Mauges. L'intercommunalité disparait à la création de la commune nouvelle.

## Population et société

### Évolution démographique
L'évolution du nombre d'habitants est connue à travers les recensements de la population effectués dans la commune depuis 1793. À partir du 1er janvier 2009, les populations légales des communes sont publiées annuellement dans le cadre d'un recensement qui repose désormais sur une collecte d'information annuelle, concernant successivement tous les territoires communaux au cours d'une période de cinq ans. 
Pour les communes de moins de 10 000 habitants, une enquête de recensement portant sur toute la population est réalisée tous les cinq ans, les populations légales des années intermédiaires étant quant à elles estimées par interpolation ou extrapolation. Pour la commune, le premier recensement exhaustif entrant dans le cadre du nouveau dispositif a été réalisé en 2008,.
En 2013, la commune comptait 761 habitants, en évolution de 0 % par rapport à 2008 (Maine-et-Loire : +3,3 %, France hors Mayotte : +2,49 %).
| 1793  | 1800 | 1806  | 1821  | 1831  | 1836  | 1841  | 1846  | 1851  |
| ----- | ---- | ----- | ----- | ----- | ----- | ----- | ----- | ----- |
| 1 139 | 792  | 1 089 | 1 151 | 1 181 | 1 146 | 1 132 | 1 144 | 1 202 |

| 1856  | 1861  | 1866  | 1872  | 1876  | 1881  | 1886  | 1891  | 1896  |
| ----- | ----- | ----- | ----- | ----- | ----- | ----- | ----- | ----- |
| 1 176 | 1 202 | 1 144 | 1 090 | 1 038 | 1 052 | 1 062 | 1 026 | 1 003 |

| 1901 | 1906 | 1911 | 1921 | 1926 | 1931 | 1936 | 1946 | 1954 |
| ---- | ---- | ---- | ---- | ---- | ---- | ---- | ---- | ---- |
| 980  | 925  | 872  | 775  | 765  | 736  | 705  | 659  | 649  |

| 1962 | 1968 | 1975 | 1982 | 1990 | 1999 | 2008 | 2013 | - |
| ---- | ---- | ---- | ---- | ---- | ---- | ---- | ---- | - |
| 721  | 790  | 811  | 728  | 722  | 702  | 761  | 761  | - |

### Pyramide des âges
La population de la commune est relativement jeune. Le taux de personnes d'un âge supérieur à 60 ans (21,4 %) est en effet supérieur au taux national (21,8 %) tout en étant toutefois inférieur au taux départemental (21,4 %).
Contrairement aux répartitions nationale et départementale, la population masculine de la commune est supérieure à la population féminine (51,6 % contre 48,7 % au niveau national et 48,9 % au niveau départemental).
La répartition de la population de la commune par tranches d'âge est, en 2008, la suivante :
- 51,6 % d’hommes (0 à 14 ans = 20,9 %, 15 à 29 ans = 20,4 %, 30 à 44 ans = 21,1 %, 45 à 59 ans = 19,1 %, plus de 60 ans = 18,6 %) ;
- 48,4 % de femmes (0 à 14 ans = 20,1 %, 15 à 29 ans = 17,1 %, 30 à 44 ans = 21,5 %, 45 à 59 ans = 16,9 %, plus de 60 ans = 24,4 %).

| Hommes | Classe d’âge | Femmes |
| ------ | ------------ | ------ |
| 0,0    | 90 ans ou +  | 0,8    |
| 8,4    | 75 à 89 ans  | 7,6    |
| 10,2   | 60 à 74 ans  | 16,0   |
| 19,1   | 45 à 59 ans  | 16,9   |
| 21,1   | 30 à 44 ans  | 21,5   |
| 20,4   | 15 à 29 ans  | 17,1   |
| 20,9   | 0 à 14 ans   | 20,1   |

| Hommes | Classe d’âge | Femmes |
| ------ | ------------ | ------ |
| 0,4    | 90 ans ou +  | 1,1    |
| 6,3    | 75 à 89 ans  | 9,5    |
| 12,1   | 60 à 74 ans  | 13,1   |
| 20,0   | 45 à 59 ans  | 19,4   |
| 20,3   | 30 à 44 ans  | 19,3   |
| 20,2   | 15 à 29 ans  | 18,9   |
| 20,7   | 0 à 14 ans   | 18,7   |

## Économie
Sur 64 établissements présents sur la commune à fin 2010, 47 % relevaient du secteur de l'agriculture (pour une moyenne de 17 % sur le département), 6 % du secteur de l'industrie, 14 % du secteur de la construction, 27 % de celui du commerce et des services et 6 % du secteur de l'administration et de la santé.

## Lieux et monuments

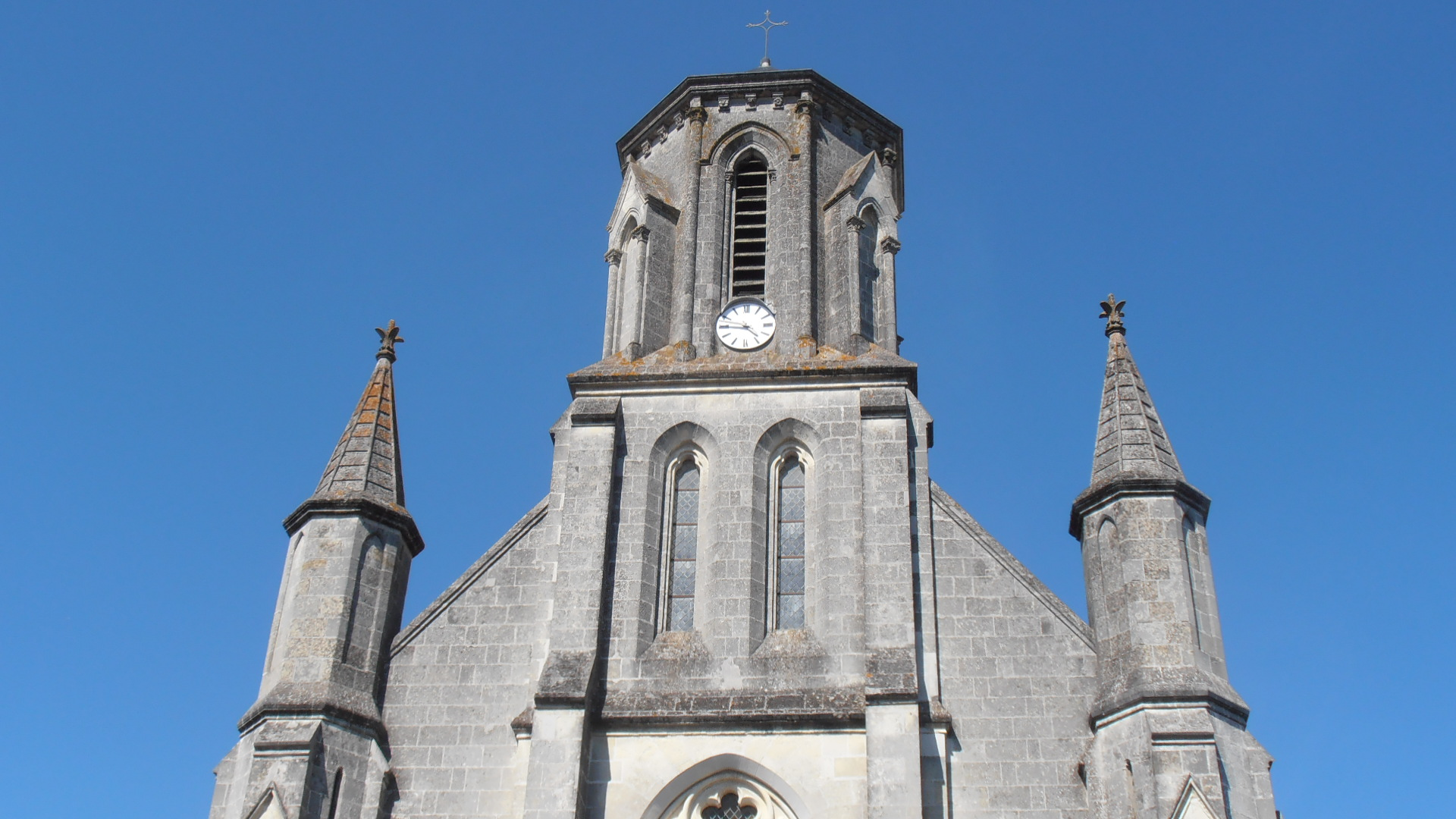
Le clocher de l'église.

- Le château de la Barre, a appartenu à Raoul Gustave de La Rochefoucauld-Bayers, décédé en 1940.
- Le château de la Houssaye.
- L'ancienne prévôté, tribunal du XVIe siècle, classée et inscrite Monument historique en 1968[16]. Elle abrite aujourd'hui la mairie.